# 短须弓鱼
短须弓鱼（学名：Racoma wangchiachii）为鲤科弓鱼属的鱼类，俗名缅鱼、沙肚。在中国，分布于金沙江及其所属支流等。该物种的模式产地在贵州遵义。

## 扩展阅读
維基物種上的相關：短须弓鱼